# 粗指小柚水蚤
粗指小柚水蚤（学名：Chiridiella macrodactyla）为鷹嘴水蚤科小柚水蚤屬下的一个种。

## 扩展阅读
- 維基物種上的相關：粗指小柚水蚤